# Алародии

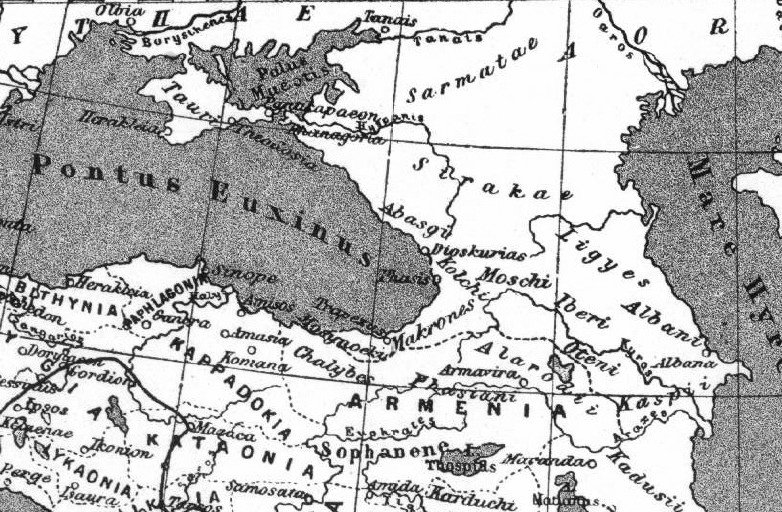
Алародии на карте Закавказья между макронами и каспиями

Алародии (греч. Ἀλαροδίοι) — древний народ, населявший Армянское нагорье, обитавший в долине реки Аракс. Упоминаются Геродотом как данники державы Ахеменидов в составе XVIII округа (вместе с саспирами). Алародии участвовали в экспедиции персов в Грецию в V в. до н. э. вместе с саспирами. Их ополчением предводительствовал Масистий, сын Сиромитры. Геродот подчёркивает, что их вооружение напоминало вооружение колхов (кинжалы, копья, кожаные щиты и деревянные шлемы).
Впоследствии были ассимилированы армянами. Некоторые исследователи отождествляют алародиев с урартийцами, после падения Ванского царства оставшимися жить преимущественно в районе озера Ван.